# لورا آنزوور
لورا آنزوور (انگلیسی: Laura Unsworth؛ زادهٔ ۸ مارس ۱۹۸۸) بازیکن هاکی روی چمن اهل انگلستان است که در مسابقات کشوری و بین‌المللی در مجموع برندهٔ ۲ مدال طلا، ۲ مدال برنز شده‌است.